# Světová lukostřelecká federace
Světová lukostřelecká federace (WA, anglicky: World Archery) zastřešuje národní lukostřelecké federace.

## Historie
Založena byla roku 1931 jako Mezinárodní lukostřelecká federace (FITA), později byla přejmenována na WA.